# قلعه باستانی باغ‌دره
قلعه باستانی باغ دره مربوط به دوره هخامنشی - دوره ساسانیان است و در لواسان، شمال محله ناران واقع شده و این اثر در تاریخ ۱ مهر ۱۳۸۲ با شمارهٔ ثبت ۱۰۳۷۵ به‌عنوان یکی از آثار ملی ایران به ثبت رسیده است.